# Arsure-Arsurette
Arsure-Arsurette là một xã trong vùng hành chính Franche-Comté, thuộc tỉnh Jura, quận Lons-le-Saunier, tổng Nozeroy. Tọa độ địa lý của xã là 46° 43' vĩ độ bắc, 06° 04' kinh độ đông. Arsure-Arsurette nằm trên độ cao trung bình là 924 mét trên mặt nước biển, có điểm thấp nhất là 875 mét và điểm cao nhất là 1205 mét. Xã có diện tích 12.56 km², dân số vào thời điểm 2005 là 90 người; mật độ dân số là 7 người/km².

## Địa điểm tham quan
Nhà thờ nguyên thủy được xây dựng trong thế kỉ 11, được tu bổ vào thế kỉ 19.